# El Chiquihuitillo
El Chiquihuitillo är en ort i Mexiko.   Den ligger i kommunen Pinos och delstaten Zacatecas, i den centrala delen av landet, 400 km nordväst om huvudstaden Mexico City. El Chiquihuitillo ligger 2 389 meter över havet och antalet invånare är 253.
Terrängen runt El Chiquihuitillo är platt åt sydväst, men åt nordost är den kuperad. Runt El Chiquihuitillo är det ganska glesbefolkat, med 21 invånare per kvadratkilometer. Närmaste större samhälle är Pinos, 5,1 km öster om El Chiquihuitillo. Omgivningarna runt El Chiquihuitillo är i huvudsak ett öppet busklandskap.